# Keir Gilchrist
Keir David Peters Gilchrist (ur. 28 września 1992 w Londynie) – kanadyjski aktor filmowy i telewizyjny. Znany z roli Marshalla Gregsona w serialu Wszystkie wcielenia Tary, Craiga Gilnera w filmie Całkiem zabawna historia oraz Sama w serialu komediowym Atypowy.

## Życiorys

### Wczesne lata
Urodził się w Camden Town w Londynie jako syn Catherine (z domu Peters) oraz Iana Gilchrista. Posiada pochodzenie szkockie, angielskie i północnoirlandzkie. Wczesne lata swojego życia spędził w Londynie, później w Nowym Jorku, a ostatecznie przeniósł się do Toronto w prowincji Ontario.

### Kariera
Swoją pierwszą rolę dostał w serialu telewizyjnym The Winner jako  Josh McKellar, a od roku 2009 do 2011 grał w serialu Wszystkie wcielenia Tary jako syn głównego bohatera, Marshall Gregson.

## Filmografia

### Filmy
| Rok  | Tytuł                                 | Rola            |
| ---- | ------------------------------------- | --------------- |
| 2004 | Święty Ralph                          | Kid Collins     |
| 2006 | Find                                  | Młody Ed        |
| 2006 | Nakarmiony łyżeczką                   | Bobby           |
| 2006 | Niechciane szczęście                  | Mike Stanton    |
| 2007 | Martwa cisza                          | Młody Henry     |
| 2008 | Rocker                                | Moby Dick       |
| 2008 | Mały detektyw                         | Matthew Hanson  |
| 2008 | George Ryga's Hungry Hills            | Snit            |
| 2008 | Po prostu Peck                        | Peck            |
| 2010 | Całkiem zabawna historia              | Craig Gilner    |
| 2011 | Matty Hanson and the Invisibility Ray | Matty Hanson    |
| 2014 | Sea of Fire                           | Rudy McAllister |
| 2014 | Coś za mną chodzi                     | Paul            |
| 2015 | Więzienny eksperyment                 | John Lovett     |
| 2015 | Share                                 | Dylan           |
| 2015 | Len i spółka                          | William         |
| 2015 | Dark Summer                           | Daniel          |
| 2016 | Dobry sąsiad                          | Sean            |
| 2016 | Katie Says Goodbye                    | Matty           |
| 2017 | Heartthrob                            | Henry Sinclair  |

### Seriale
| Rok  | Tytuł                    | Rola             |
| ---- | ------------------------ | ---------------- |
| 2006 | The Winner               | Josh McKellar    |
| 2009 | Wszystkie wcielenia Tary | Marshall Gregson |
| 2017 | Pokój 104                | Alex             |
| 2017 | Atypowy                  | Sam Gardner      |